# (324925) Vivantdenon
(324925) Vivantdenon est un astéroïde de la ceinture principale.

## Description
(324925) Vivantdenon est un astéroïde de la ceinture principale. Il fut découvert le 17 novembre 2007 à l'observatoire de Saint-Sulpice par Bernard Christophe. Il présente une orbite caractérisée par un demi-grand axe de 2,16 UA, une excentricité de 0,19 et une inclinaison de 3,8° par rapport à l'écliptique.
Il est nommé d'après le graveur Dominique Vivant Denon.